# Siegfried Borchardt (Jurist)

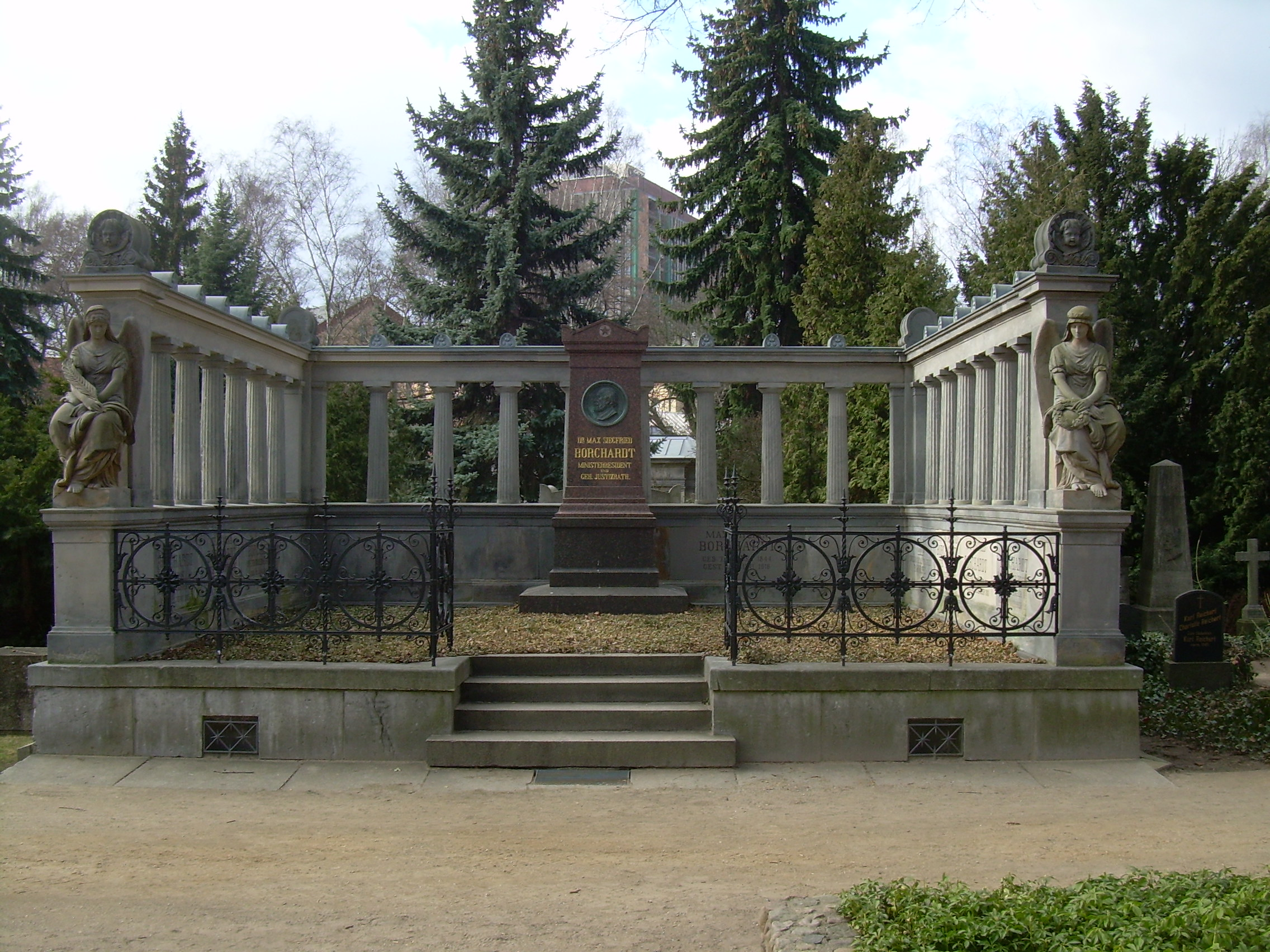
Siegfried Borchardt liegt in einem freistehenden Sarg im Souterrain des größten Mausoleum des Friedhofs der Dorotheenstädtischen und Friedrichswerderschen Gemeinden.

Moses, später Maximilian Siegfried Borchardt (* 1. Oktober 1815 in Stettin; † 26. Dezember 1880 in Berlin) war ein deutscher Jurist und costa-ricanischer Ministerresident.

## Leben
Siegfried Borchardt war das einzige Kind des jüdischen Bankiers Moritz Borchardt (* 26. Oktober 1785 in Köslin; † 30. August 1860 in Berlin) und der Betty, geb. Saling (* 27. März 1796; † 6. Oktober 1859).
Er wurde 1836 in der Berliner Sophienkirche getauft. Er wurde zum Doktor der Rechte promoviert und zum Geheimen Justizrat ernannt.
Nach dem Tod seines Vaters wurde er Eigentümer des Hauses Französische Straße 32.
Nach der Gründung des Deutschen Reichs wurde er 1873 Ministerresident von Costa Rica in Berlin und war in dieser Funktion zudem in Wien akkreditiert.
1843 heiratete Siegfried Borchardt Helene Saling (* 1824 in Berlin; † 1899 ebenda) in der evangelischen Hofkirche Dresden. Aus der Ehe gingen vier Kinder hervor: Maximilian Borchardt (1844–1916), Rentier, Oscar Borchardt (1845–1917), Jurist, Fachautor, Franz Borchardt (1846–1925), Bankier, und Felix Borchardt (1857–1936), Maler.

## Veröffentlichungen
- Vollständige Sammlung der Deutschen Wechselgesetze und der ausländischen Wechselgesetze in deutscher Übersetzung, Verlag der Königlichen Geheimen Ober-Hofbuchdruckerei, Berlin 1871[5]